# Bomaanslag in Suruç op 20 juli 2015
Op 20 juli 2015 vond in de Turkse grensplaats Suruç een bomaanslag plaats. Tijdens een bijeenkomst van een Turkse jongerenbeweging over de herbouw van de Syrisch-Koerdische stad Kobani blies een zelfmoordterrorist zich op. Zeker 31 jongeren kwamen om het leven en ruim honderd raakten gewond. Vrijwel direct na de aanslag wezen personen binnen de Turkse inlichtingendiensten in de richting van Islamitische Staat (IS) als verdachte. Het zou dan de tweede grote aanslag door deze terreurbeweging in Turkije zijn, na de bomaanslag in Reyhanlı in 2013.

## Achtergrond
Zo'n 300 linkse Turkse jongeren waren per bus afgereisd naar het stadje Suruç voor een zomerkamp om te helpen in de wederopbouw van de Syrische stad Kobani, vlak over de grens. De slachtoffers waren lid van de jeugdafdeling (SGDF) van de 'Socialistische Partij van de Onderdrukten' (ESP). Hoewel de aanslag specifiek gericht leek op de Koerden, waar de 'Islamitische Staat' mee in oorlog verkeert, kwamen de slachtoffers uit alle delen van het land. De ESP heeft als socialistische partij geen etnisch karakter. In Kobani wilden de jongeren een kleuterschool en een bibliotheek helpen herbouwen. Na enkele uren wachten kregen zij van de lokale Turkse overheid toestemming voor hun project. In Suruç wilden zij echter eerst nog een bijeenkomst houden. Bij die gelegenheid vond de aanslag plaats.
In de weken voor de aanslag was de pro-Koerdische politieke partij HDP enkele malen slachtoffer van bomaanslagen op partijkantoren in het zuidoosten van Turkije, en op 5 juni ontplofte er een bom bij een bijeenkomst in de stad Diyarbakır. Als gevolg van de oorlog in Syrië zijn er al geruime tijd spanningen in het grensgebied tussen linkse en islamistische Koerdische groeperingen.
Vanuit de socialistische jeugdbeweging SGDF werd naast humanitaire hulp ook een militaire bijdrage geleverd aan de verdediging van Kobani. Zo strijden sinds vorig jaar tientallen jonge linkse Turken onder het bevel van de Koerdische YPG.

## Impact
In de uren na de aanslag gingen in veel Turkse steden linkse en Koerdische jongeren de straat op om hun woede te uiten richting president Erdogan en de AKP-regering, die in hun ogen jarenlang steun heeft verleend aan terreurorganisaties in Syrië. Bij een demonstratie in het zuidelijke Mersin zouden twee demonstranten zijn beschoten met een jachtgeweer, en in Istanboel en Suruç zelf kwam het tot confrontaties met de oproerpolitie, die daarbij waterkanonnen en traangas inzette. Linkse en Koerdische bewegingen wezen met de beschuldigende vinger richting de AKP.
De Turkse regering besloot in overleg met lokale overheden de Syrische grens intensiever te bewaken. Een Turkse rechtbank verbood het uitzenden van beeldmateriaal van de aanslag, en liet websites blokkeren die de beelden toonden. Hierdoor werd ook Twitter ontoegankelijk in Turkije.
Twee dagen na de aanslag in Suruç werden twee politieagenten dood gevonden in hetzelfde gebouw in het district Ceylanpınar, dat ook in de provincie van Şanlıurfa ligt. De PKK claimde in een verklaring de verantwoordelijk op voor de dood van de agenten. In deze verklaring noemde de PKK het een vergelding voor de aanslag in Suruç. De volgende dagen werden in Diyarbakır en Istanboel tevens politieagenten doodgeschoten door PKK-sympathisanten (of leden van de jeugdafdeling van de PKK).
In reactie op de aanslagen bombardeerde het Turkse leger niet enkel doelen van IS in Syrië, maar tevens kampen van de PKK in Noord-Irak. Per ongeluk zouden bij bombardementen in Syrië doelen van de Koerdische YPG en het Vrij Syrisch Leger zijn geraakt.

## Verdachte
In eerste instantie werd een 18-jarige vrouw als verdachte gezien. Later werd een 20-jarige jongen aangewezen, Şeyh Abdurrahman Alagöz, die een half jaar eerder met zijn broer uit de nabijgelegen stad Adıyaman naar Syrië was vertrokken om zich bij een strijdgroep aan te sluiten. Zijn ID-kaart werd bij de aanslag gevonden.
Volgens de Turkse justitie is er een link tussen de aanslag in Suruç en die op de HDP-bijeenkomst op 5 juni. Zo zou het ontstekingsmechanisme in beide gevallen hetzelfde zijn geweest, en frequenteerde de verdachten hetzelfde "islamitisch theehuis".
IS claimde verantwoordelijkheid voor een aanslag die vrijwel gelijktijdig plaats had in Kobani, zo'n 10 kilometer ten zuiden van Suruç. De autobom kostte het leven aan twee YPG-strijders.